# Tamsin Greig
Tamsin Margaret M. Greig (Maidstone, 12 luglio 1966) è un'attrice britannica.

## Biografia
Ha iniziato a lavorare in radio, prendendo parte a The Archers, programma della BBC Radio 4, fin dal 1991.
Nel maggio 1997 ha sposato il collega Richard Leaf. La coppia ha tre figli.
In televisione è conosciuta per aver partecipato a sitcom e serie come Black Books (dal 2000), Green Wing (interpretazione che le vale un Premio della Royal Television Society), Love Soup (2005), Green Wing (2004-2006), Il diario di Anna Frank (2009), Episodes (2011).
A teatro ha preso parte a numerose produzioni fin dal 2006.
Nel 2007 vince un Laurence Olivier Awards come migliore attrice per Molto rumore per nulla. Nel 2015 debutta nel mondo del musical con Women on the verge of a nervous breakdown.

## Filmografia

### Cinema
- Un inguaribile romantico (So This Is Romance?), regia di Kevin W. Smith (1997)
- Tripla identità (Miranda), regia di Marc Munden (2002)
- Pure, regia di Gillies MacKinnon (2002)
- Cheese Makes You Dream, regia di Kara Miller - cortometraggio (2003)
- L'alba dei morti dementi (Shaun of the Dead), regia di Edgar Wright (2004)
- Captain Eager and the Mark of Voth, regia di Simon Davison (2008)
- Cuckoo, regia di Richard Bracewell (2009)
- Tamara Drewe - Tradimenti all'inglese (Tamara Drewe), regia di Stephen Frears (2010)
- Bertie Crisp, regia di Francesca Adams - cortometraggio (2011)
- Stop the World, regia di Richard Leaf - cortometraggio (2011)
- Don't Miss the Cup, regia di Stuart Renfrew - cortometraggio (2013)
- Breaking the Bank, regia di Vadim Jean (2014)
- Ritorno al Marigold Hotel (The Second Best Exotic Marigold Hotel), regia di John Madden (2015)
- Wellington: The Iron Duke Unmasked, regia di Brendan Easton (2015)
- National Theatre Live: Twelfth Night, regia di Simon Godwin (2017)

### Televisione
- Blue Heaven – serie TV, episodi 1x02 (1994)
- Neverwhere – serie TV, episodi 1x02-1x05-1x06 (1996)
- Faith in the Future – serie TV, episodi 2x01 (1996)
- Wycliffe – serie TV, episodi 4x05 (1997)
- The Great Egyptians – serie TV, episodi 1x02 (1998)
- Blind Men – serie TV, 6 episodi (1997-1998)
- High Stakes – serie TV, episodi 1x01 (2001)
- Happiness – serie TV, episodi 1x04-1x05-1x06 (2001)
- People Like Us – serie TV, episodi 1x05-2x02 (1999-2001)
- World of Pub – serie TV, episodi 1x03 (2001)
- Falling Apart, regia di Brian Hill – film TV (2002)
- Ready When You Are Mr. McGill, regia di Paul Seed – film TV (2003)
- Jonathan Creek – serie TV, episodi 4x02 (2003)
- Black Books – serie TV, 18 episodi (2000-2004)
- The Lenny Henry Show – serie TV, episodi 1x01 (2004)
- When I'm Sixty-Four, regia di Jon Jones – film TV (2004)
- Doctor Who – serie TV, episodi 1x07 (2005)
- Green Wing – serie TV, 18 episodi (2004-2006)
- Love Soup – serie TV, 18 episodi (2005-2008)
- The Secret Policeman's Ball, regia di Julia Knowles – film TV (2006)
- Il diario di Anna Frank (The Diary of Anne Frank) – miniserie TV, 5 puntate (2009)
- Emma – serie TV, 4 episodi (2009)
- Masterpiece Theatre – serie TV, episodi 40x9 (2010)
- Going Postal – serie TV, episodi 1x01-1x02 (2010)
- White Heat – serie TV, 6 episodi (2012)
- The Guilty – serie TV, episodi 1x01-1x02-1x03 (2013)
- Inside No. 9 – serie TV, episodi 1x04 (2014)
- Supreme Tweeter – serie TV, episodi 1x01 (2015)
- Friday Night Dinner – serie TV (2011-in corso)
- Episodes – serie TV, 41 episodi (2011-2017)
- Diana and I, regia di Peter Cattaneo – film TV (2017)
- Elementary – serie TV, episodio 7x01 (2019)
- Belgravia – miniserie TV, 6 puntate (2020)
- The Amazing Mr. Blunden, regia di Mark Gatiss – film TV (2021)

## Teatro
- Molto rumore per nulla di William Shakespeare, regia di Marianne Elliott. Swan Theatre di Stratford-upon-Avon e Novello Theatre di Londra (2006)
- Re Giovanni di William Shakespeare, regia di Josie Rourke. Swan Theatre di Stratford-upon-Avon (2006)
- Le Dieu du Carnage di Yasmina Reza, regia di Matthew Warchus. Gielgud Theatre di Londra (2008)
- Gethsemane di David Hare, regia di Howard Davies. National Theatre di Londra (2008)
- The Little Dog Laughed di Douglas Carter Beane, regia di Jamie Lloyd. Garrick Theatre di Londra (2010)
- Jumpy di April De Angelis, regia di Nina Raine. Royal Court Theatre e Duke of York's Theatre di Londra (2012)
- Women on the Verge of a Nervous Breakdown, libretto di Jeffrey Lane, colonna sonora di Bartlett Sher, regia di Bartlett Sher. Playhouse Theatre di Londra (2014)
- The Intelligent Homosexual's Guide to Capitalism and Socialism with a Key to the Scriptures di Tony Kushner, regia di Michael Boyd. Hampstead Theatre di Londra (2016)
- La dodicesima notte di William Shakespeare, regia di Simon Godwin. National Theatre di Londra (2017)
- Labour of Love di James Graham, regia di Jeremy Herrin. Noël Coward Theatre di Londra (2017)
- Landscape di Harold Pinter, regia di Jamie Lloyd. Harold Pinter Theatre di Londra (2018)
- A Kind of Alaska di Harold Pinter, regia di Jamie Lloyd. Harold Pinter Theatre di Londra (2018)
- Nights in the Gardens of Spain di Alan Bennett, regia di Marianne Elliott. Bridge Theatre di Londra (2020)
- Il profondo mare azzurro di Terence Rattigan, regia di Lindsay Posner. Ustinov Studio di Bath (2024), Haymarket Theatre di Londra (2025)

## Doppiatrici italiane
Nelle versioni in italiano delle opere in cui ha recitato, Tamsin Greig è stata doppiata da:
- Emanuela Rossi in Belgravia, The Amazing Mr. Blunden
- Valeria Perilli in Emma
- Franca D'Amato in Tamara Drewe - Tradimenti all'inglese
- Barbara De Bortoli in Ritorno al Marigold Hotel